# مجموعة السياسة الاستراتيجية للدفاع والاستخبارات
تتولى مجموعة السياسة الاستراتيجية للدفاع والاستخبارات التابعة لوزارة الدفاع الحكومية الأسترالية مسؤولية دبلوماسية الدفاع، والسياسة الاستراتيجية والأمن الدولي وتنسيق الاستخبارات العسكرية، وتقديم المشورة إلى رئيس وزراء أستراليا ووزير الدفاع وأمين وزير الدفاع ورئيس قوات الدفاع. يترأس مجموعة السياسة الاستراتيجية للدفاع والاستخبارات نائب أمين السياسة الاستراتيجية والاستخبارات، وتتكون من ثلاثة أقسام سياسية ووكالتين استخباراتيتين.
وُجدت المجموعة بأشكال مختلفة منذ الحرب الباردة في وزارة الدفاع، وكانت مسؤولة عن سياسة الدفاع والاستراتيجية والاستخبارات والسياسة الدولية. عُرفت باسم مجموعة الدفاع الاستراتيجية والاستخبارات، والهيئة التنفيذية لاستراتيجية الدفاع، ومجموعة مخابرات الدفاع والأمن، ومخابرات الدفاع ومجموعة السياسة العالمية والأمن، ومجموعة مخابرات الدفاع. تأسست مجموعة السياسة الاستراتيجية والاستخبارات الحالية في 8 فبراير في عام 2016 كتوصية رئيسية لمراجعة المبادئ الأولى لمنظمة الدفاع الأسترالية، والتي تضم جميع الوظائف السياسية والاستراتيجية والاستخباراتية التابعة لوزارة الدفاع الحكومية الأسترالية.
يمكن اعتبار نائب وزير السياسة الاستراتيجية والاستخبارات النظير الأسترالي المشترك لوكيل وزارة الدفاع لشؤون الاستخبارات، ووكيل وزارة الدفاع للسياسة في وزارة الدفاع الأمريكية.

## وكالات الاستخبارات

### منظمة الاستخبارات الدفاعية
منظمة الاستخبارات الدفاعية هي وكالة لتقييم الاستخبارات العسكرية الوطنية التي تقدم الخدمات والمشورة على مستوى الأمن القومي، وذلك مع التفويض لدعم قوى الدفاع الأسترالية ووزارة الدفاع والحكومة الأسترالية، واتخاذ القرارات المتعلقة بالأمن القومي للمساعدة في تخطيط وإجراء عمليات قوات الدفاع الأسترالية.

### المنظمة الأسترالية للاستخبارات الجغرافية المكانية
أُنشئت المنظمة الأسترالية للاستخبارات الجغرافية المكانية عن طريق دمج المنظمة الأسترالية للصور ومديرية المعلومات الجغرافية العسكرية الاستراتيجية والوكالة الطبوغرافية الدفاعية، وذلك لتوفير المعلومات الجغرافية المكانية من الصور وغيرها من المصادر لدعم قوات الدفاع الأسترالية و مصالح الأمن القومي.

## أقسام السياسة
تجمع مجموعة السياسة الاستراتيجية للدفاع والاستخبارات أيضًا بين الوظائف الاستراتيجية والدولية وسياسة الصناعة في وزارة الدفاع التابعة للحكومة الأسترالية.

### قسم السياسات الاستراتيجية
طور قسم السياسات الاستراتيجية السياسة والاستراتيجية العسكرية والتخطيط والمشورة الاستراتيجيين للحكومة الأسترالية وكبار قادة الدفاع والهيئات الحكومية الأخرى، وذلك في ما يخص الآثار الاستراتيجية لمسائل الدفاع والأمن القومي، ويضم القسم خمسة فروع.

### فرع الاستراتيجية العسكرية
ينفذ فرع الاستراتيجية العسكرية السياسة الاستراتيجية، ويوفر التوجيه الاستراتيجي اللازم بما في ذلك التشكيل والتأثير، والمراجعات والأوراق الاستراتيجية وتعليمات التخطيط المتعمد للعمليات والألعاب الاستراتيجية للحرب، ووضع المنتجات التي توجه نشر وتوظيف وتطوير قوات الدفاع الأسترالية، وذلك كالقدرة، من خلال الاستراتيجيات العسكرية ومفاهيم الحرب المستقبلية، والعقيدة الاستراتيجية والسياسة الاستراتيجية العسكرية.

### فرع السياسات الاستراتيجية
يطوّر فرع السياسات الاستراتيجية تعليمات سياسية إستراتيجية رفيعة المستوى لتطوير قدرات قوات الدفاع الأسترالية واستعدادها، والمصالح الدفاعية الدولية لأستراليا، وتطوير وثائق تعليمات إستراتيجية رفيعة المستوى مثل تعليمات تخطيط وتحديثات الدفاع.

### قسم السياسات الدولية
يُقدم قسم السياسات الدولية المشورة السياسية على المستوى الاستراتيجي إلى الحكومة الأسترالية بشأن القضايا الرئيسية لسياسة الدفاع الأسترالية، والتركيز على منطقة آسيا والمحيط الهادئ، وذلك كعلاقات الدفاع الدولية وعمليات قوات الدفاع الأسترالية في الخارج. يضم القسم أربعة فروع والعديد من الوظائف الخارجية.

#### فرع جنوب وجنوب شرق آسيا
يقدم فرع جنوب وجنوب شرق آسيا التعليمات السياسية في المصالح الدفاعية لأستراليا في جنوب وجنوب شرق آسيا، ويدير العلاقات الدفاعية الثنائية داخل المنطقة والمشاركة مع رابطة دول جنوب شرق آسيا، ويدير الفرع أيضًا المشاركة الدولية في مكافحة الإرهاب.

#### فرع المصالح العالمية
يقدم فرع المصالح العالمية التعليمات السياسية بشأن المصالح الدفاعية الأسترالية، وعمليات حفظ السلام والعلاقات مع أفغانستان والبلدان في الشرق الأوسط بما في ذلك إسرائيل، والبلدان الأفريقية، وكندا ،والبلدان الأوروبية، والمؤسسات المتعددة الأطراف مثل الاتحاد الأوروبي ومنظمة حلف شمال الأطلسي والأمم المتحدة.

#### فرع القوى العظمى
يقدم فرع القوى العظمى التعليمات السياسة بشأن مصالح أستراليا مع الولايات المتحدة الأمريكية وشمال آسيا، وعلاقات الدفاع الثنائية مع الولايات المتحدة الأمريكية من خلال قسم سياسة التحالف في الولايات المتحدة واليابان وجمهورية كوريا وجمهورية الصين الشعبية. يقدم الفرع أيضًا التعليمات السياسية بشأن المرافق والبرامج الفنية المشتركة.

#### فرع المحيط الهادئ وتيمور الشرقية
يقدم فرع المحيط الهادئ وتيمور الشرقية المشورة السياسية في ما يخص آثار التطورات في منطقة المحيط الهادئ على مصالح أستراليا الأمنية، ويدير العلاقات الدفاعية الثنائية مع بلدان جزر المحيط الهادئ، والمشاركة في منتدى جزر المحيط الهادئ، وإدارة برنامج التعاون الدفاعي في المحيط الهادئ كبرنامج قارب المحيط الهادئ.

#### مديرية التدريب والزيارات الدولية
تقدم مديرية التدريب والزيارات الدولية المشورة بشأن البروتوكول والدعم اللوجستيين في ما يتعلق بزيارات المسؤولين الأجانب رفيعة المستوى إلى أستراليا، والمسؤولين الأستراليين في الخارج، بالإضافة إلى التنسيق الدولي للتدريب. أدار المكتب المسؤول عن التعاون في مجال الدفاع مسبقًا بعض المسؤوليات التي قدمت المشورة في مجال السياسات والاتصال مع برنامج التعاون الدفاعي التابع لقوات الدفاع الأسترالية؛ والذي يشمل برنامج منحة التعاون الدفاعي وبرنامج دورية قوارب المحيط الهادئ وغيرها من المبادرات.

#### مديرية التخطيط والابتكار والتقييم
تُعتبرمديرية التخطيط والابتكار والتقييم مسؤولة عن التخطيط الاستراتيجي وتقييم الأداء وتطوير الابتكار في جميع أقسام السياسات الدولية.

#### مديرية الملحقية والإدارة الخارجية
تحتفظ وزارة الدفاع التابعة للحكومة الأسترالية بملحقين عسكريين، وضباط أركان في قوى الدفاع الأسترالية لتطوير علاقات الدفاع الدولية الأسترالية؛ وعادة ما يشتركون مع البعثات الدبلوماسية لوزارة الخارجية والتجارة في جميع أنحاء العالم. يُسمى ضباط الدفاع الأستراليين في اللجان العليا الأسترالية بمستشاري الدفاع في دول الكومنويلث. تُطلق جميع البعثات الدبلوماسية الأسترالية الأخرى مسمى «ملحقو الدفاع» على ضباط الدفاع. عادة ما يكون ملحقو أو مستشارو الدفاع برتبة عقيد أو ملازم أول (أو ما يعادلها في البحرية والجوية). تحتفظ منظمة الدفاع الأسترالية بموظفيها الرئيسيين في إندونيسيا والمملكة المتحدة والولايات المتحدة، ويتألف كل فريق من أركان الدفاع من ملحقين أو مستشارين دائمين من الجيش الأسترالي، والبحرية الملكية الأسترالية، والقوات الجوية الملكية الأسترالية.

#### أركان الدفاع في واشنطن
يترأس أركان الدفاع الأسترالية في واشنطن العاصمة ضابط برتبة نجمتين، ويعمل على بناء العلاقات مع الولايات المتحدة، وتعزيز المصالح الأمنية والدفاعية الأسترالية. تتألف الأركان من الملحقين من كل خدمات قوات الدفاع الأسترالية. يخدم الملحق البحري للبحرية الأسترالية الملكية كممثل لرئيس البحرية في أمريكا الشمالية، ويقدم المشورة للقوات البحرية. يمثّل الملحق العسكري للجيش الأسترالي قيادة الجيش في أمريكا الشمالية ويقدم المشورة للقوات البرية.
يشغل الملحق الجوي للقوات الجوية الأسترالية الملكية منصب رئيس رؤساء القوات الجوية في أمريكا الشمالية، ويقدم المشورة للقوات الجوية والفضائية. يتألف طاقم العمل أيضًا من مستشار سياسة الدفاع المسؤول عن مهام الاستخبارات والسياسة الاستراتيجية والدولية، ومستشار علوم الدفاع الذي يعمل كممثل لكبير علماء الدفاع في أمريكا الشمالية، ويقدم المشورة في مجال البحث والتطوير.
يوجد أيضًا منسق دفاع في القنصلية العامة الأسترالية في هونولولو في هاواي، وهو مسؤول عن إدارة العلاقات مع قيادة الولايات المتحدة في المحيط الهادئ.

#### أركان الدفاع في لندن
يقود هيئة أركان الدفاع الأسترالية في لندن ضابط برتبة نجمة، وتتألف من مستشارين من كل خدمة من قوات الدفاع الأسترالية. يُعد مستشار البحرية الملكية الأسترالية البحرية المسؤول عن إدارة جميع أفراد البحرية الملكية الأسترالية في المملكة المتحدة، وعن تقديم المشورة للقوات البحرية والاتصال مع البحرية الملكية. يُعد مستشار الجيش الأسترالي مسؤولًا عن المشورة العسكرية والاتصال مع الجيش البريطاني، وهو قائد التشكيل لجميع أفراد الجيش الأسترالي العاملين في المملكة المتحدة. ومستشار القوات الجوية الملكية الأسترالية هو المسؤول عن إدارة جميع أفراد سلاح الجو الملكي البريطاني في المملكة المتحدة، وتقديم المشورة للقوات الجوية والاتصال مع سلاح الجو الملكي. ويُعتبر مساعد مستشار الدفاع للاستراتيجية مسؤولًا عن الاتصال بوزارة الدفاع، وعن المصالح الاستراتيجية وتنمية العلاقات بين أستراليا والمملكة المتحدة، ويُعد مساعد مستشار الدفاع للقدرات المشتركة والدعم المسؤول عن اكتساب القدرات والمشاركة في التطوير. إن مستشار علوم الدفاع هو ممثل كبير علماء الدفاع، وهو مسؤول عن الاتصال، والمستشار في العلوم والتكنولوجيا.

#### أركان الدفاع في جاكرتا
يقود أركان الدفاع الأسترالية في جاكرتا ضابط برتبة نجمة، وتتألف من ملحقين من كل خدمة من قوات الدفاع الأسترالية. يوفر الملحق البحري للبحرية الملكية الأسترالية مشورة القوى البحرية. يقدم ملحق الجيش الأسترالي مشورة القوة البرية. يوفر الملحق الأسترالي للقوات الجوية الملكية الأسترالية مشورة حول القوة الجوية والفضاء.

#### العلاقات متعددة الأطراف
يوجد ضباط دفاع أستراليون في الاتحاد الأفريقي (ملحق الدفاع)، ومنظمة حلف شمال الأطلسي والاتحاد الأوروبي (ملحق الدفاع)، والأمم المتحدة في نيويورك (مستشار عسكري).